# Kang Kyung-wha
Kang Kyung-wha (nascida em 7 de abril de 1955) é uma diplomata sul-coreana, atual ministra das Relações Exteriores de seu país, sendo a primeira mulher nomeada para essa posição.